# Potentilla lindleyi
Espèce
Potentilla lindleyi est une espèce de plante à fleurs de la famille des Rosaceae. Cmmunément dénommée wedgeleaf horkelia il est originaire d'une aire qui s'étend de la Californie au Mexique (Basse Californie du Nord).

## Description
Il s'agit d'une herbe vivace en tapis ou en touffes produisant des tiges vertes ou rouges érigées pouvant atteindre 70 centimètres de haut. Les feuilles vertes ressemblant à des fougères mesurent jusqu'à 30 centimètres de long et sont composées de folioles dentées et ovales mesurant chacune un ou deux centimètres de long. Le feuillage et les tiges sont souvent très poilus. L'inflorescence contient plusieurs fleurs, chacune avec des bractées étroites et pointues et des sépales plus larges et réfléchis. Les sépales et les cinq pétales blancs peuvent être teintés de rose vif. Le centre de la fleur contient dix étamines et jusqu'à 60 petits pistils.

## Habitat et répartition
Il est endémique à la Californie, où il pousse dans les communautés côtières de chaparral et les zones sablonneuses. 

## Liste des sous-espèces et variétés
Selon GBIF (30 juillet 2024) :
- Horkelia cuneata subsp. typica D.D.Keck, 1939
- Horkelia cuneata var. cuneata
- Potentilla lindleyi var. lindleyi
- Potentilla lindleyi var. puberula (Rydb.) Jeps.
- Potentilla lindleyi var. sericea (A.Gray) J.T.Howell

## Systématique
Le nom correct complet (avec auteur) de ce taxon est Potentilla lindleyi Greene.
Potentilla lindleyi a pour synonymes :
- Horkelia cuneata Lindl.
- Potentilla cuneata (Lindl.) Baill. ex Munz & I.M.Johnst.
- Potentilla cuneata Baill.
- Potentilla kelloggii var. cuneata (Lindl.) Hoover
- Potentilla lindleyi var. lepida Crum
- Potentilla lindleyi var. lepida Crum ex Jeps.